# 한국참언론인대상
한국 참언론인 대상은 2001년 전국 50개 신문·방송·통신 등 주요 언론사의 중견 언론인들이 국민의 알 권리와 시대정신을 일깨우려는 목적으로 설립한 상이다. 각 분야에서 활동하는 중견 언론사 책임자들의 공적을 발굴하고 격려하기 위해 2005년부터 해마다 한국 참언론인대상을 부문별로 시상하고 있다.

## 개요
한국 참언론인 대상은 사단법인 한국언론인연합회가 주관하는 상이다. 2022년 기준으로, 이상열 전 MBC 보도본부장/전 세종대 석좌교수가 회장을 맡고 있으며, 서정우 전회장이 명예회장을, 남시욱, 최동호, 엄기영 등이 고문을, 정종석, 황인환, 이규원, 송대수가 부회장을, 최형근이 사무총장을 맡고있다.

## 역대 수상자
|               | 부문                       | 수상자                                                            |  |
| ------------- | -------------------------- | ----------------------------------------------------------------- |  |
| 2005년 제1회  | 국제                       | 이영님 연합뉴스 국제뉴스국 부국장                                 |  |
| 2005년 제1회  | 경제                       | 송희영 조선일보 편집국장                                          |  |
| 2005년 제1회  | 신문칼럼                   | 전진우 동아일보 논설위원                                          |  |
| 2005년 제1회  | 사회                       | 임철순 한국일보 편집국장                                          |  |
| 2005년 제1회  | 여권                       | 권태선 한겨레신문 편집위원장                                      |  |
| 2005년 제1회  | 지역언론                   | 우정구 매일신문 편집국장                                          |  |
| 2005년 제1회  | 탐사보도                   | 이정봉 한국방송 보도전략기획팀장                                  |  |
| 2005년 제1회  | 앵커                       | 엄기영 문화방송 앵커                                              |  |
| 2005년 제1회  | 시사토론                   | 유자효 에스비에스 라디오본부장                                    |  |
| 2006년 제2회  | 국제                       | 성기준 연합뉴스 편집국장                                          |  |
| 2006년 제2회  | 문화                       | 김종호 문화일보 논설위원                                          |  |
| 2006년 제2회  | 정치                       | 김창균 조선일보 논설위원                                          |  |
| 2006년 제2회  | 여성                       | 문경란 중앙일보 논설위원                                          |  |
| 2006년 제2회  | 기획취재                   | 이종학 KBS 보도총괄팀장                                           |  |
| 2006년 제2회  | 경제                       | 홍은주 MBC 논설주간                                               |  |
| 2006년 제2회  | 사회                       | 우원길 SBS 논설위원실장                                           |  |
| 2006년 제2회  | 지역경제                   | 김성기 강원일보 논설실장                                          |  |
| 2006년 제2회  | 지역언론                   | 박병곤 부산일보 논설위원                                          |  |
| 2006년 제2회  | 특별 공로상                | 정세진 KBS 앵커                                                   |  |
| 2007년 제3회  | 국제                       | 오재석 연합뉴스 부국장                                            |  |
| 2007년 제3회  | 논설                       | 이재호 동아일보 논설실장                                          |  |
| 2007년 제3회  | 정치                       | 김민배 조선일보 정치부장(부국장)                                  |  |
| 2007년 제3회  | 칼럼                       | 김두우 중앙일보 논설위원                                          |  |
| 2007년 제3회  | 보도사진                   | 지차수 세계일보 사진팀장                                          |  |
| 2007년 제3회  | 사회                       | 김종구 한겨레신문 편집국장                                        |  |
| 2007년 제3회  | 문화                       | 신연숙 한국여기자협회 회장(서울신문 대기자)                       |  |
| 2007년 제3회  | 경제                       | 정필모 KBS 경제과학팀장(부국장)                                   |  |
| 2007년 제3회  | 통일·외교                  | 신용진 MBC 보도본부장                                             |  |
| 2007년 제3회  | 방송진흥                   | 김진원 SBS 보도본부장                                             |  |
| 2007년 제3회  | 시사토론                   | 손석희 성신여자대학교 교수(MBC 라디오 '손석희의 시선집중' 진행자) |  |
| 2007년 제3회  | 기획보도                   | 신항락 광주일보 편집국장                                          |  |
| 2007년 제3회  | 지역언론                   | 신수용 대전일보 편집국장(이사)                                    |  |
| 2008년 제4회  | 탐사보도                   | 백영철 세계일보 편집국장                                          |  |
| 2008년 제4회  | 산업                       | 변재운 국민일보 편집국장                                          |  |
| 2008년 제4회  | 칼럼                       | 황호택 동아일보 수석논설위원                                      |  |
| 2008년 제4회  | 경제                       | 김세형 매일경제 편집국장                                          |  |
| 2008년 제4회  | 스포츠                     | 황호형 SBS 스포츠국장                                             |  |
| 2008년 제4회  | 앵커                       | 김주하 MBC 앵커                                                   |  |
| 2008년 제4회  | 국제                       | 문정식 연합뉴스 편집부국장                                        |  |
| 2008년 제4회  | 시사토론                   | 강철원 YTN 해설위원                                               |  |
| 2008년 제4회  | 환경                       | 한삼희 조선일보 논설위원                                          |  |
| 2008년 제4회  | 영상취재                   | 이은원 KBS 영상취재국장                                           |  |
| 2008년 제4회  | 사회                       | 이준희 한국일보 편집국장                                          |  |
| 2008년 제4회  | 지역언론                   | 양해석 제주일보 편집국장                                          |  |
| 2009년 제5회  | 사회                       | 김남중 중앙일보 논설위원                                          |  |
| 2009년 제5회  | 문화                       | 김순덕 동아일보 논설위원                                          |  |
| 2009년 제5회  | 정치                       | 박두식 조선일보 논설위원                                          |  |
| 2009년 제5회  | 경제                       | 박학용 문화일보 편집국장                                          |  |
| 2009년 제5회  | 지역언론부문               | 백성일 전북일보 수석논설위원                                      |  |
| 2009년 제5회  | 국제                       | 이래운 연합뉴스 경제분야 에디터                                   |  |
| 2009년 제5회  | 앵커                       | 이왕돈 SBS 논설실장                                               |  |
| 2009년 제5회  | 논설                       | 이우호 MBC 논설실장                                               |  |
| 2009년 제5회  | 지역언론                   | 이처문 국제신문 편집국장                                          |  |
| 2009년 제5회  | 칼럼                       | 조병철 세계일보 주필                                              |  |
| 2009년 제5회  | 특별상                     | 손지애 CNN 서울지국장                                             |  |
| 2009년 제5회  | 특별상                     | 이준희 AP 서울지국장                                              |  |
| 2009년 제5회  | 특별 공로상                | 조용근 천안함재단 이사장(영등포세무서장, 국세청 공보관 역임)      |  |
| 2010년 제6회  | 사회                       | 박노황 <연합뉴스> 편집국장                                        |  |
| 2010년 제6회  | 경제                       | 박노승 <경향신문> 편집국장                                        |  |
| 2010년 제6회  | 칼럼                       | 김진 <중앙일보> 논설위원                                          |  |
| 2010년 제6회  | 뉴미디어                   | 민경중 <시비에스>(CBS) 크로스미디어센터장                         |  |
| 2010년 제6회  | 국제                       | 박승준 전 <조선일보> 북중전략문제연구소장                         |  |
| 2010년 제6회  | 지역언론                   | 이연섭 <경기일보> 편집국장                                        |  |
| 2010년 제6회  | 방송경영                   | 최금락 SBS 보도본부장                                             |  |
| 2010년 제6회  | 뉴스편집                   | 최창근 <한국방송>(KBS) 해설위원                                   |  |
| 2010년 제6회  | 문화                       | 홍찬식 <동아일보> 수석논설위원                                    |  |
| 2010년 제6회  | 앵커                       | 황헌 MBC 논설위원실장                                             |  |
| 2010년 제6회  | 공로상                     | 이광석 인크루트 대표                                              |  |
| 2010년 제6회  | 공로상                     | 설도원 삼성테스코 홈플러스 전무                                   |  |
| 2011년 제7회  | 지역언론                   | 이성림 KNN 보도국장                                               |  |
| 2011년 제7회  | 글로벌미디어               | 김성수 연합뉴스 편집상무                                          |  |
| 2011년 제7회  | 국제                       | 강인선 조선일보 국제부장                                          |  |
| 2011년 제7회  | 방송경영                   | 고대영 KBS 보도본부장                                             |  |
| 2011년 제7회  | 칼럼                       | 김봉선 경향신문 논설위원                                          |  |
| 2011년 제7회  | 사회                       | 문철호 MBC 보도국장                                               |  |
| 2011년 제7회  | 경제                       | 박재현 매일경제 편집국장                                          |  |
| 2011년 제7회  | 뉴스편집                   | 양철훈 SBS 보도국장                                               |  |
| 2011년 제7회  | 뉴미디어                   | 이목희 서울신문 편집국장                                          |  |
| 2011년 제7회  | 정치                       | 전영기 중앙일보 편집국장                                          |  |
| 2011년 제7회  | 논설                       | 정성희 동아일보 논설위원                                          |  |
| 2011년 제7회  | 혁신언론                   | 황정미 세계일보 취재부국장                                        |  |
| 2011년 제7회  | 공로상                     | 박순호 세정그룹 회장                                              |  |
| 2011년 제7회  | 공로상                     | 정상국 LG그룹 부사장                                              |  |
| 2011년 제7회  | 공로상                     | 어윤대 KB금융지주 회장                                            |  |
| 2011년 제7회  | 공로상                     | 김윤섭 유한양행 사장                                              |  |
| 2011년 제7회  | 공로상                     | 강성희 오텍 회장                                                  |  |
| 2011년 제7회  | 공로상                     | 서정선 명지전문대학 총장                                          |  |
| 2011년 제7회  | 공로상                     | 박기종 HS개발공사 대표                                            |  |
| 2011년 제7회  | 공로상                     | 윤지현 성덕대학 총장                                              |  |
| 2011년 제7회  | 공로상                     | 김상용 애니모드 대표                                              |  |
| 2012년 제8회  | 사회                       | 정병진 한국일보 주필                                              |  |
| 2012년 제8회  | 인터뷰                     | 허문명 동아일보 오피니언팀장                                      |  |
| 2012년 제8회  | 경제                       | 전병준 매일경제 편집국 국차장                                     |  |
| 2012년 제8회  | 지역언론                   | 윤주필 부산MBC 보도국장                                           |  |
| 2012년 제8회  | 논설                       | 하남신 SBS논설실장                                                |  |
| 2012년 제8회  | 탐사보도                   | 오병남 서울신문 이사                                              |  |
| 2012년 제8회  | 국제                       | 강호원 세계일보 편집국장                                          |  |
| 2012년 제8회  | TV앵커                     | 박종진 채널A 경제부장                                             |  |
| 2012년 제8회  | 정치                       | 김진국 중앙일보 논설실장                                          |  |
| 2012년 제8회  | 방송보도                   | 이선재 KBS보도국장                                                |  |
| 2012년 제8회  | 잡지언론                   | 이창의 한국잡지협회회장                                           |  |
| 2012년 제8회  | 해외언론                   | 조주희 ABC뉴스 서울지국장                                         |  |
| 2013 제9회    | 경제                       | 고광철 한국경제 편집국장                                          |  |
| 2013 제9회    | 정치                       | 곽태헌 서울신문 편집국장                                          |  |
| 2013 제9회    | 사회                       | 권순택 동아일보 출판국장                                          |  |
| 2013 제9회    | 방송경영                   | 권재홍 MBC 보도본부장                                             |  |
| 2013 제9회    | 지역언론                   | 김지원 KBS 부산방송총국 보도국장                                  |  |
| 2013 제9회    | 앵커                       | 민경욱 KBS 앵커                                                   |  |
| 2013 제9회    | 지역사회                   | 박현수 경인일보 편집국장                                          |  |
| 2013 제9회    | 방송정책                   | 성회용 SBS 보도국장                                               |  |
| 2013 제9회    | 방송기획                   | 오병상 jtbc 보도국장                                              |  |
| 2013 제9회    | 지방언론                   | 이종구 경남신문 편집국장                                          |  |
| 2013 제9회    | 논설                       | 이하경 중앙일보 논설실장                                          |  |
| 2014년 제10회 | 사회                       | 조호연 경향신문 편집국장                                          |  |
| 2014년 제10회 | 평론                       | 하종대 동아일보 편집부국장                                        |  |
| 2014년 제10회 | 논설                       | 김상운 MBC 논설위원실 실장                                        |  |
| 2014년 제10회 | 선거방송                   | 김인기 SBS 논설위원실 실장                                        |  |
| 2014년 제10회 | 국제                       | 김균미 서울신문 편집부국장                                        |  |
| 2014년 제10회 | 지역발전                   | 이건상 전남일보 편집국장                                          |  |
| 2014년 제10회 | 지역언론                   | 임정기 중부매일 편집국장                                          |  |
| 2014년 제10회 | 칼럼                       | 배명복 중앙일보 논설위원 국장 겸 순회 특파원                      |  |
| 2014년 제10회 | 앵커                       | 최희준 TV조선 ‘뉴스쇼 판’ 앵커                                    |  |
| 2014년 제10회 | 경제                       | 이현주 KBS 편집주간                                               |  |
| 2015년 제11회 | 문화 부문                  | 고미석 동아일보 논설위원                                          |  |
| 2015년 제11회 | 경제 부문                  | 손현덕 매일경제 편집국장                                          |  |
| 2015년 제11회 | 앵커 부문                  | 신동욱 SBS앵커                                                    |  |
| 2015년 제11회 | 기획 부문                  | 오승호 서울신문 편집국장                                          |  |
| 2015년 제11회 | 앵커 부문                  | 장성민 TV조선 앵커                                                |  |
| 2015년 제11회 | 방송정책 부문              | 정은창 KBS 보도국장                                               |  |
| 2015년 제11회 | 미디어융합 부문            | 조복래 연합뉴스 상무이사                                          |  |
| 2015년 제11회 | 사회 부문                  | 최기화 MBC 보도국장                                               |  |
| 2015년 제11회 | 정치 부문                  | 최 훈 중앙일보 편집국장                                           |  |
| 2016년 제12회 | 경제 부문                  | 강경희 조선일보 경제부장                                          |  |
| 2016년 제12회 | 선거보도 부문              | 김대환 MBC 논설위원                                               |  |
| 2016년 제12회 | 방송경영 부문              | 김영미 연합뉴스TV 전무이사                                        |  |
| 2016년 제12회 | 산업경제 부문              | 박현동 국민일보 편집국장                                          |  |
| 2016년 제12회 | 뉴미디어 부문              | 방문신 SBS 보도국장                                               |  |
| 2016년 제12회 | 심층보도 부문              | 서양원 매일경제 편집국 국차장                                     |  |
| 2016년 제12회 | 지역언론 부문              | 송대성 부산일보 편집국장                                          |  |
| 2016년 제12회 | 칼럼논평 부문              | 심규선 동아일보 대기자                                            |  |
| 2016년 제12회 | 논설비평 부문              | 이철호 중앙일보 논설실장                                          |  |
| 2016년 제12회 | 정치외교 부문              | 정지환 KBS 보도국장                                               |  |
| 2016년 제12회 | 문화예술 부문              | 함혜리 서울신문 선임기자(국장)                                    |  |
| 2016년 제12회 | 사회 부문                  | 황상진 한국일보 편집국장                                          |  |
| 2017년 제13회 | 논설부문                   | 김민아 경향신문 편집국장                                          |  |
| 2017년 제13회 | 칼럼부문                   | 박정훈 조선일보 논설위원                                          |  |
| 2017년 제13회 | 사회부문                   | 이기홍 동아일보 콘텐츠기획본부장                                  |  |
| 2017년 제13회 | 정치부문                   | 이정민 중앙일보 편집국장                                          |  |
| 2017년 제13회 | 금융부문                   | 장경덕 매경 수석 논설위원                                         |  |
| 2017년 제13회 | 언론발전부문               | 정규성 한국기자협회 회장                                          |  |
| 2017년 제13회 | 국제부문                   | 최원석 SBS 보도국장                                               |  |
| 2017년 제13회 | 칼럼부문                   | 한기천 연합뉴스 논설실장                                          |  |
| 2017년 제13회 | 경제부문                   | 현승윤 한국경제 편집국장                                          |  |
| 2017년 제13회 | 편성부문                   | 홍기섭 KBS 보도본부장                                             |  |
| 2018년 제14회 | 정경부문                   | 김병직 문화일보 편집국장                                          |  |
| 2018년 제14회 | 경제혁신부문               | 김정욱 매일경제신문 편집국 국차장                                 |  |
| 2018년 제14회 | 해설부문                   | 김진수 KBS 해설국장                                               |  |
| 2018년 제14회 | 사회부문                   | 박재현 중앙일보 편집국장대리                                      |  |
| 2018년 제14회 | 편집부문                   | 안덕기 조선일보 편집부국장                                        |  |
| 2018년 제14회 | 국제부문                   | 윤춘호 SBS 논설실장                                               |  |
| 2018년 제14회 | 정치개혁부문               | 이기수 경향신문 편집국장                                          |  |
| 2018년 제14회 | 경제금융부문               | 이성철 한국일보 편집국장                                          |  |
| 2018년 제14회 | 여행관광부문               | 조성하 동아일보 컨텐츠기획본부 국장급                             |  |
| 2018년 제14회 | 산업정책부문               | 하영춘 한국경제신문 편집국장                                      |  |
| 2019년 제15회 |                            | 김광일 조선일보 논설위원                                          |  |
| 2019년 제15회 | 박 민 문화일보 편집국장    |                                                                   |  |
| 2019년 제15회 | 박흥로 SBS 보도본부 부국장 |                                                                   |  |
| 2019년 제15회 | 오종석 국민일보 편집국장   |                                                                   |  |
| 2019년 제15회 | 윤경호 매일경제 논설위원   |                                                                   |  |
| 2019년 제15회 | 이각경 KBS 9시뉴스 앵커    |                                                                   |  |
| 2019년 제15회 | 이태규 한국일보 편집국장   |                                                                   |  |

## 같이 보기
- 이달의 기자상
- 이달의 방송기자상
- 한국기자상
- 한국방송기자대상